# فابریسیو کولوچینی
فابریسیو کولوچینی (انگلیسی: Fabricio Coloccini (زادهٔ ۲۲ ژانویهٔ ۱۹۸۲) بازیکن فوتبال پیشین اهل آرژانتین است.
وی از سال ۲۰۰۸ تا ۲۰۱۶ در باشگاه نیوکاسل در لیگ برتر فوتبال انگلستان در پست دفاع بازی می‌کرد و همچنین کاپیتان تیم بود. او همینطور در تیم ملی فوتبال آرژانتین نیز بازی کرده‌است.